# Biancolina brassicacephala
Biancolina brassicacephala är en kräftdjursart som beskrevs av Lowry 1974. Biancolina brassicacephala ingår i släktet Biancolina och familjen Biancolinidae. Inga underarter finns listade i Catalogue of Life.